# Torneo WTA de Lyon 2021
El Open 6ème Sens - Métropole de Lyon 2021 fue un torneo de tenis femenino jugado en cancha dura bajo techo. Fue la 2.ª edición del Open 6ème Sens - Métropole de Lyon, un torneo WTA 250. Se llevó a cabo en el Palais des Sports de Gerland en Lyon (Francia), del 1 al 7 de marzo.

## Distribución de puntos
| Modalidad           | Campeona | Finalista | Semifinales | Cuartos de final | 2ª ronda | 1ª ronda | Clasificadas | 2ª ronda de clasificación | 1ª ronda de clasificación |
| Individual femenino | 280      | 180       | 110         | 60               | 30       | 1        | 18           | 12                        | 1                         |
| Dobles femenino     | 280      | 180       | 110         | 60               | 1        | -        | -            | -                         | -                         |

## Cabezas de serie

### Individuales femenino
| Tenista               | Ranking | Preclasificada |
| Ekaterina Alexandrova | 33      | 1              |
| Fiona Ferro           | 45      | 2              |
| Caroline Garcia       | 46      | 3              |
| Kristina Mladenovic   | 51      | 4              |
| Alizé Cornet          | 58      | 5              |
| Sorana Cîrstea        | 67      | 6              |
| Paula Badosa          | 73      | 7              |
| Arantxa Rus           | 78      | 8              |

- Ranking del 22 de febrero de 2021.[2]

### Dobles femenino
| Tenista                              | Ranking | Preclasificada |
| Viktória Kužmová Arantxa Rus         | 101     | 1              |
| Makoto Ninomiya Renata Voráčová      | 133     | 2              |
| Kaitlyn Christian Sabrina Santamaria | 138     | 3              |
| Ekaterina Alexandrova Yana Sizikova  | 198     | 4              |

## Campeones

### Individual femenino
Clara Tauson venció a  Viktorija Golubic por 6-4, 6-1

### Dobles femenino
Viktória Kužmová /  Arantxa Rus vencieron a  Eugénie Bouchard /  Olga Danilović por 3-6, 7-5, [10-7]